# Ka-25
Ka-25 (ros. Ка-25, oznaczenie NATO „Hormone”) – radziecki morski śmigłowiec pokładowy, zaprojektowany w 1961 roku w biurze konstrukcyjnym Nikołaja Kamowa.

## Historia
W 1958 roku w biurze konstrukcyjnym Kamowa rozpoczęto prace nad śmigłowcem pokładowym dla marynarki wojennej. W 1961 roku opracowano i w dniu 26 kwietnia 1961 oblatano nowy śmigłowiec oznaczony jako Ka-25. Śmigłowiec wprowadzono do produkcji seryjnej w 1964 roku w zakładach w Ułan Ude wersję Ka-25PL, pozostałe wersje rozpoczęto produkować w 1967 roku.

## Produkowane wersje
Śmigłowiec był budowany w wersjach o identycznej konstrukcji lecz innym wyposażeniu:
- Ka-25PŁ (Ка-25ПЛ) – śmigłowiec pokładowy do wykrywania i zwalczania okrętów nawodnych i podwodnych, była to wersja uzbrojona (PŁ – protiwołodocznyj)

Śmigłowiec Ka-25PŁ wyposażony był w umieszczony pod przednią częścią kadłuba radar typu Iniciatywa-2K, zasobnik z bojami akustycznymi RGB, magnetometrAPM-60 Orsza i sonar typu WGS-2 Oka-2. Miał też podkadłubową komorę bombową, w której mógł przenosić 700 kg bomb głębinowych konwencjonalnych, jak również z głowicami nuklearnymi. Zamiennie mógł być wyposażony w dwie torpedy samonaprowadzające E45-7A lub AT-1M i T-67 Striż.
- Ka-25C (Ка-25Ц) – śmigłowiec pokładowy do wykrywania i śledzenia celów morskich (C – celeukazatiel)

Śmigłowiec Ka-25C wyposażony był w specjalistyczne urządzenia do wykrywania okrętów nawodnych (radar o dużym zasięgu), a także aparaturę Uspiech służącą do przekazania obrazu z radaru do okrętów nosicieli pocisków przeciwokrętowych w celu naprowadzania pocisków na cel, przez co znacznie zwiększył się skuteczny zasięg rakiet. Wyróżniał się dużą bulwiastą osłoną radaru i składanym podwoziem dla ułatwienia pracy radaru. Nie posiadał uzbrojenia
- Ka-25PS – śmigłowiec poszukiwawczo-ratunkowy, także pasażerski (PS – poiskowo-spasatielnyj)

Śmigłowce Ka-25PS były wyposażone w sprzęt do odnajdowania rozbitków oraz podnoszenia ich z powierzchni morza
- Ka-25BT – śmigłowiec do holowania trału

Śmigłowiec Ka-25BT był wyposażony w trał do likwidacji min morskich
- Ka-25K – śmigłowiec latający dźwig, prototyp

Łącznie wyprodukowano w latach 1964 – 1975 ok. 460 śmigłowców Ka-25 wszystkich odmian.

## Zastosowanie
Śmigłowiec Ka-25 znajdował się na wyposażeniu lotnictwa morskiego ZSRR (Rosji), Bułgarii, Indii, Syrii, Ukrainy, Wietnamu, Jugosławii. W ZSRR był wykorzystywany jako śmigłowiec pokładowy na krążownikach rakietowych projektu 1134 i jego wersji, śmigłowcowcach typu „Moskwa” oraz krążownikach lotniczych typu „Kijew”.

## Opis techniczny

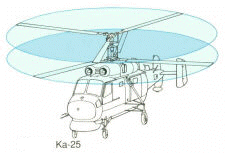
Zasada pracy układu dwuwirnikowego w Ka-25

Śmigłowiec Ka-25 jest zbudowany w układzie dwuwirnikowym, z trzema łopatami w każdym wirniku, o przeciwbieżnych obrotach, typowym dla konstrukcji Nikołaja Kamowa. Podwozie stałe, czteropodporowe. Napęd śmigłowca stanowiły dwa silniki turbinowe. Pod kadłubem montowane były w zależności od wersji urządzenia do wykrywania okrętów oraz komora bombowa. 